# Macroteleia manilensis
Macroteleia manilensis är en stekelart som beskrevs av William Harris Ashmead 1905. Macroteleia manilensis ingår i släktet Macroteleia och familjen Scelionidae. Inga underarter finns listade i Catalogue of Life.